# Treppo Ligosullo
Treppo Carnico (Trèp en friulano) es una comuna de 710 habitantes en la provincia de Udine, en la región autónoma de Friuli-Venecia Julia. El municipio fue creado el 1 de febrero de 2018 a partir de la fusión de las comunas de Ligosullo y Treppo Carnico.